# Hung Up
«Hung Up» — пісня американської співачки Мадонни, з альбому Confessions on a Dance Floor. Вважається однією з найпопулярніших пісень в історії музики.
Сингл  «Hung Up» очолив чарти і рейтинги продажів у 43 країнах світу, що стало абсолютним рекордом і записано в Книгу рекордів Гіннеса.

## Пісня
- Будучи поряд з піснями Шакіри «Hips Don't Lie» і «You're Beautiful» Джеймса Бланта найпопулярнішою в 2006 році,  «Hung Up» є найуспішнішою піснею в кар'єрі Мадонни і однією з найуспішніших пісень в історії. На сьогоднішній день продано понад 8600000 копій синглу, в тому числі у віртуальному магазині iTunes, що дає змогу вважати його одним із найбільш комерційно успішних синглів в історії музики.
- Композиція вийшла на радіо 13 жовтня 2005 року одночасно в більшості країн світу. Продаж в інтернет-магазині iTunes розпочався 17 жовтня 2005 року, на місяць раніше виходу на матеріальному носії. Продаж синглу на компакт-диску почався 17 листопада 2005 року .
- Спочатку пісня призначалася для мюзиклу, над яким працювала Мадонна і французький режисер Люк Бессон і який так і не вийшов.
- У пісні використовується семпл з пісні «Gimme! Gimme! Gimme! (A Man After Midnight)» легендарного шведського квартету ABBA, за право використання якого було виплачено близько 800 тис. $.
- В «Hung Up» використаний текст з пісні «Love Song», дуету Мадонни і Принца з альбому «Like a Prayer»: "Time goes by so slowly for those who wait … Those who run seem to have all the fun «.
- Стюарт Прайс, який разом з Мадонною писав композицію, перед тим як затвердити остаточну версію аранжування  „Hung Up“ включав заготовки без вокалу в різних клубах і записував на відео реакції людей на танцполі. А потім вони разом з Мадонною вибирали — який варіант краще використовувати в самій пісні.
- Композиція стала першою роботою Мадонни, доступною для завантаження в інтернет-магазині iTunes.

## Музичне відео
Попри те що режисером відео був заздалегідь оголошений знаменитий фотограф Девід Ляшапель, через творчі розбіжності з Мадонною він не зміг зняти музичний кліп. Як стало відомо пізніше, Ляшапель планував зняти відео в документальному стилі, Мадонна ж наполягала на барвистому танцювальному кліпі. Тому новим режисером був призначений швед Йохан Ренк, який погодився з концепцією співачки. Знімання було заплановане на 5, 6, і 8 жовтня, проте його перенесли на 8 і 9 числа. Прем'єра відео відбулася 27 жовтня, на наступний день кліп був доступний для скачування на мобільні телефони.
Знімання кліпу відбувалося в одинадцяти місцях у Лондоні. Мадонна представлена  в трьох образах: у боді в стилістиці 1970-х, у яких співачка займається гімнастикою і танцює; в джинсах та куртці, в яких йде по вулиці; в джинсах і кофті, в яких танцює в клубі на ігровому автоматі Dance Dance Revolution. Відео виконано в танцювальній стилістиці і відправляє глядача в диско-епоху, при цьому є деякі паралелі з фільмом „Лихоманка суботнього вечора“.

## Живе виконання
Вперше„Hung Up“ була виконана наживо 3 листопада 2005 на відкритті церемонії „MTV Europe Music Awards“, що проходила в Лісабоні. Виступ супроводжував танцювальний номер, в якому було задіяно безліч танцюристів. 

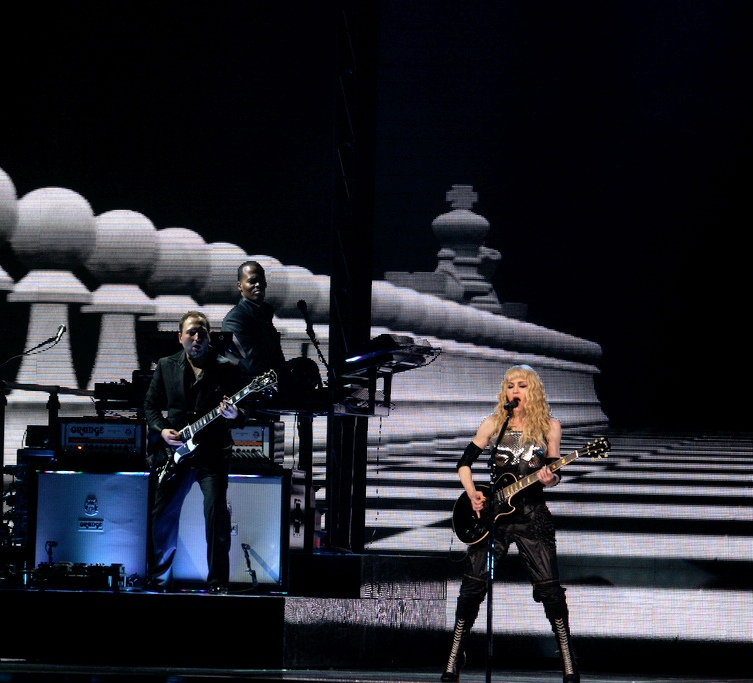
Мадонна виконує рок-версію пісні Hung Up під час концертного туру Sticky & Sweet Tour.

В рамках промо-кампанії альбому „Confessions on a Dance Floor“ в 2005 році композиція була виконана:
- 5 листопада в телешоу „Wetten, dass …?“, що транслюється на каналі ZDF (запис в Мангаймі, Німеччина);
- 11 листопада в телешоу „Star Academy“, що транслюється на каналі TF1 (Париж, Франція);
- 12 листопада в телешоу „Parkinson“, що транслюється каналом ITV1 (Лондон, Велика Британія);
- 15 листопада в клубі „KoKo“ (Лондон, Велика Британія);
- 18 листопада в телешоу „Children in Need“, що транслюється на каналі BBC1 (Лондон, Велика Британія);
- 19 листопада в клубі „GAY“ (Лондон, Велика Британія);
- 7 грудня в телешоу „Studio Coast“ (Токіо, Японія).

У 2006 році на підтримку альбому „Confessions on a Dance Floor“ відбувся концертний тур The Confessions Tour.  „Hung Up“ була завершальною піснею туру.
Пісня виконувалася 7 липня 2007 року під час концерту Live Earth на стадіоні Вемблі відразу після спільного виступу Мадонни з панк-рок-гуртом Gogol Bordello, лідером і засновником якого є знаменитий вихідець з України Євген Гудзь.
Під час восьмого світового турне Sticky & Sweet Tour у 2008-2009 роках Мадонна виконувала важку рок-версію  „Hung Up“, використовуючи акорди та гітарні рифи пісні  „A new level“ легендарної американської хеві-метал-групи Pantera. Ця сама рок-версія виконувалася кілька місяців раніше під час промо-туру до альбому Hard Candy.
У 2012 році на концертах дев'ятого світового туру The MDNA Tour під час композиції „Hung Up“ Мадонна виконувала акробатичні трюки та ходила по канату. Для цього туру була зроблена спеціальна студійна обробка, яка включала елементи з пісні „Girl Gone Wild“.

## Офіційні версії пісні

### Оригінальні версії
1. Альбомна версія #1 (Continuous album version) 5:36
2. Альбомна версія #2 (Fade/unmixed album version) 5:36
3. Radio Version #1 (promo/digital sales & US maxi cd — instrumental fade out) 3:23
4. Radio Version #2 (European maxi cd — vocal fade out) 3:23

### Ремікси
1. Tracy Young Get Up And Dance Groove Mix (promo/vinyl) 9:03
2. Tracy Young Get Up And Dance Groove Mix Edit 4:15 *
3. SDP Extended Vocal Mix 7:57 *
4. SDP Extended Dub Mix (promo/vinyl) 7:57
5. SDP Extended Vocal Edit 4.57 (iTunes exclusive)
6. LEX Massive Club Mix (unreleased) 6:35
7. Bill Hamel Remix 6:58
8. Bill Hamel Remix Edit 4.59 (iTunes exclusive)
9. Chus & Ceballos Remix 10:21
10. Chus & Ceballos 12» Remix 5:48 (promo/testpressing — unreleased)
11. Chus & Ceballos Remix Edit 5.00 (iTunes exclusive)

## Чарти
| Чарт (2005–06)                   | Найвища позиція |
| -------------------------------- | --------------- |
| Australian Singles Chart         | 1               |
| Austrian Singles Chart           | 1               |
| Belgian Singles Chart (Flanders) | 1               |
| Belgian Singles Chart (Wallonia) | 1               |
| Canadian Singles Chart           | 1               |
| Czech Airplay Chart              | 1               |
| Danish Singles Chart             | 1               |
| Dutch Singles Chart              | 1               |
| Eurochart Hot 100 Singles        | 1               |
| Finnish Singles Chart            | 1               |
| French Singles Chart             | 1               |
| German Singles Chart             | 1               |
| Hungarian Singles Chart          | 1               |
| Italian Singles Chart            | 1               |
| Irish Singles Chart              | 2               |
| New Zealand Singles Chart        | 2               |
| Norwegian Singles Chart          | 1               |
| Spanish Singles Chart            | 1               |
| Swedish Singles Chart            | 1               |
| Swiss Singles Chart              | 1               |
| UK Singles Chart                 | 1               |
| U.S. Billboard Hot 100           | 7               |
| U.S. Hot Dance/Club Play         | 1               |
| U.S. Pop 100                     | 7               |